# Aymon II. (Bourbon)
Aymon II. Vaire-Vache (lateinisch: Haimo(n) Varia Vacca; † um 1120) war ein Herr von Bourbon. Er war ein jüngerer Sohn von Archambault IV. dem Tapferen und dessen Frau Beliarde.
Nach dem Tod seines älteren Bruders, Archambault V. des Frommen, um das Jahr 1095 verdrängte Aymon seinen Neffen Archambault VI. aus der Herrschaft über das Bourbonnais. Fortan machte er sich als Fehdemann einen Namen und stand im Konflikt mit dem nördlich benachbarten Grafen von Nevers. Am 4. Juni 1099 wurde er allerdings von diesem in einer Feldschlacht geschlagen, wobei er mehrere Ritter verlor. Der Konflikt wurde darauf beendet, mittels einer Ehe zwischen Aymon und Lucie, der Tochter des Grafen Wilhelm von Nevers-Tonnerre.
Aymons Umtriebe und die Verdrängung seines Neffen hatten die Aufmerksamkeit des französischen Königs Ludwig VI. des Dicken erregt. Um seine rechtsprechende Autorität zu demonstrieren, zog der König mit einem Heer um das Jahr 1117 in das Bourbonnais und belagerte Aymon in der Burg von Germigny. Aymon war schließlich zur Aufgabe und Unterwerfung gezwungen und wurde auf königlichen Befehl in die Francia (das Kronland, vgl. Île-de-France) gebracht, wo der König die Einberufung eines Gerichtstags beabsichtigte, auf dem die Frage des Besitzrechtes auf Bourbon zwischen Aymon und Archambault VI. erörtert werden sollte.
Offensichtlich wurde das königliche Urteil zugunsten von Aymon gefällt, denn sein Sohn Archambault VII. konnte ihm um 1120 in der Herrschaft nachfolgen.